# Мобилни технологии
Мобилните технологии са технологии, използвани при мобилните устойства, които са използвани за клетъчни комуникации. Мобилните технологии се развиват бързо след появата на първите клетъчни телефони. От началото на XXI век стандартното безжично устройство е еволюирало от обикновен пейджър за съобщения в смартфон, който може да има GPS навигация, има вграден уеб браузър и програми за обмен на моментални съобщения, както и до портативна игрова конзола.
В центъра на мобилните технологии са приложенията, с които могат да бъдат правени различни неща, както и възможността за безжично интернет свързване чрез Wi-Fi.